# Хлорид галлия(III)
Хлорид галлия — бинарное неорганическое соединение, соль металла галлия и соляной кислоты с формулой GaCl3, белые гигроскопичные  кристаллы, молекулы димерны, с водой образует кристаллогидрат.

## Получение
- Действием разбавленной соляной кислотой на галлий, его оксид или гидроксид:

{\displaystyle {\mathsf {2Ga+6HCl\ {\xrightarrow {}}\ 2GaCl_{3}+3H_{2}}}}
{\displaystyle {\mathsf {Ga_{2}O_{3}+6HCl\ {\xrightarrow {}}\ 2GaCl_{3}+3H_{2}O}}}
{\displaystyle {\mathsf {Ga(OH)_{3}+3HCl\ {\xrightarrow {}}\ GaCl_{3}+3H_{2}O}}}
- Непосредственное взаимодействие элементов:

{\displaystyle {\mathsf {2Ga+3Cl_{2}\ {\xrightarrow {80-200^{o}C}}\ 2GaCl_{3}}}}

## Физические свойства
Хлорид галлия — бесцветные кристаллы триклинной сингонии, пространственная группа P 1, параметры ячейки a = 0,694 нм, b = 0,684 нм, c = 0,682 нм, α = 119,5°, β = 90,8°, γ = 118,8°, Z = 2.
Молекулы хлорида галлия полностью димеризованы, то есть реальная формула Ga2Cl6.
Образует кристаллогидрат GaCl3·H2O, температура плавления 44,4°С.

## Химические свойства
- Кристаллогидрат при нагревании разлагается:

{\displaystyle {\mathsf {GaCl_{3}\cdot H_{2}O\ {\xrightarrow {>300^{o}C}}\ GaOCl+2HCl}}}
- Гидролизуется горячей водой:

{\displaystyle {\mathsf {GaCl_{3}+2H_{2}O\ {\xrightarrow {100^{o}C}}\ GaCl(OH)_{2}\downarrow +2HCl}}}
- Реагирует с концентрированной соляной кислотой:

{\displaystyle {\mathsf {GaCl_{3}+HCl\ {\xrightarrow {}}\ H[GaCl_{4}]}}}
- Реагирует с разбавленными щелочами:

{\displaystyle {\mathsf {GaCl_{3}+3NaOH\ {\xrightarrow {}}\ Ga(OH)_{3}\downarrow +3NaCl}}}
- и концентрированными:

{\displaystyle {\mathsf {GaCl_{3}+4NaOH\ {\xrightarrow {}}\ Na[Ga(OH)_{4}]+3NaCl}}}
- В эфирной среде с гидридом лития образует тетрагидридогаллат лития, что используется для получения последнего:

{\displaystyle {\mathsf {GaCl_{3}+4LiH\ \xrightarrow {<10^{o}C} \ Li[GaH_{4}]+3LiCl\downarrow }}}
- Способен образовывать соединение ионного состава с галлием[1]:

{\displaystyle {\mathsf {4GaCl_{3}+2Ga\ \xrightarrow {<150^{o}C} \ 3(Ga)[GaCl_{4}]}}}

## Применение
- Для получения галлия высокой чистоты.
- Катализатор полимеризации.